# Niegripper Verbindungskanal

(3) Lage des NVK zwischen der Elbe und dem Elbe-Havel-Kanal mit Schleuse

Der Niegripper Verbindungskanal (NVK) ist eine Bundeswasserstraße der Wasserstraßenklasse IV im Bundesland Sachsen-Anhalt. Er stellt eine Verbindung zwischen der Elbe bei Kilometer 343,59 und dem Elbe-Havel-Kanal bei km 325,95 in der Nähe des Ortes Niegripp her und ist 1,56 Kilometer lang. Kurz vor der Elbe hat der Kanal eine Schleuse. Zuständig für die Verwaltung ist das Wasserstraßen- und Schifffahrtsamt Elbe.

## Geschichte
Um den Wasserweg zwischen der Festungsstadt Magdeburg und den Residenzstädten an Havel und Spree zu verkürzen, veranlasste der preußische König Friedrich II. im Jahr 1740 durch Minister Gröne Untersuchungen und Planungen zum Bau einer künstlichen Wasserstraße zwischen Elbe und Havel. Nach 1743 wurde dann mit dem Bau des Plauer Kanals begonnen. Aus ihm und dem Ihlekanal entstand später der Elbe-Havel-Kanal. Der Weg auf der Wasserstraße zwischen Magdeburg und Berlin verkürzte sich um 150 Kilometer. Das westliche Ende des Elbe-Havel-Kanals und damit auch der Niegripper Verbindungskanal verdankte jahrzehntelang sein Aussehen und seine Form den nicht zu Ende geführten Vorstellungen und Projekten zum Ausbau des Mittellandkanals in diesem Bereich. Mit Beginn des Zweiten Weltkrieges wurden die Bauarbeiten zur Herstellung einer von den Wasserstandsschwankungen der großen Flüsse Weser und Elbe unabhängigen Deutschland querenden Wasserstraße, dem späteren Mittellandkanal, eingestellt. Erst mit der deutschen Wiedervereinigung konnte das Projekt, jetzt „Projekt Nummer 17“ genannt, wiederaufgenommen und realisiert werden. Der Niegripper Verbindungskanal bildete bis zur Verkehrsfreigabe der Kanalbrücke über die Elbe im Herbst 2003 neben dem Pareyer Verbindungskanal die einzige Schifffahrtsverbindung ins Kanalgebiet an der mittleren Elbe.

## Orte und Brücken
In der Nähe des kurzen Kanals befindet sich der Ort Niegripp als Namensgeber für den Schifffahrtskanal. Unmittelbar östlich an der Schleuse befindet sich die Niegripper Straßenbrücke über den Kanal.

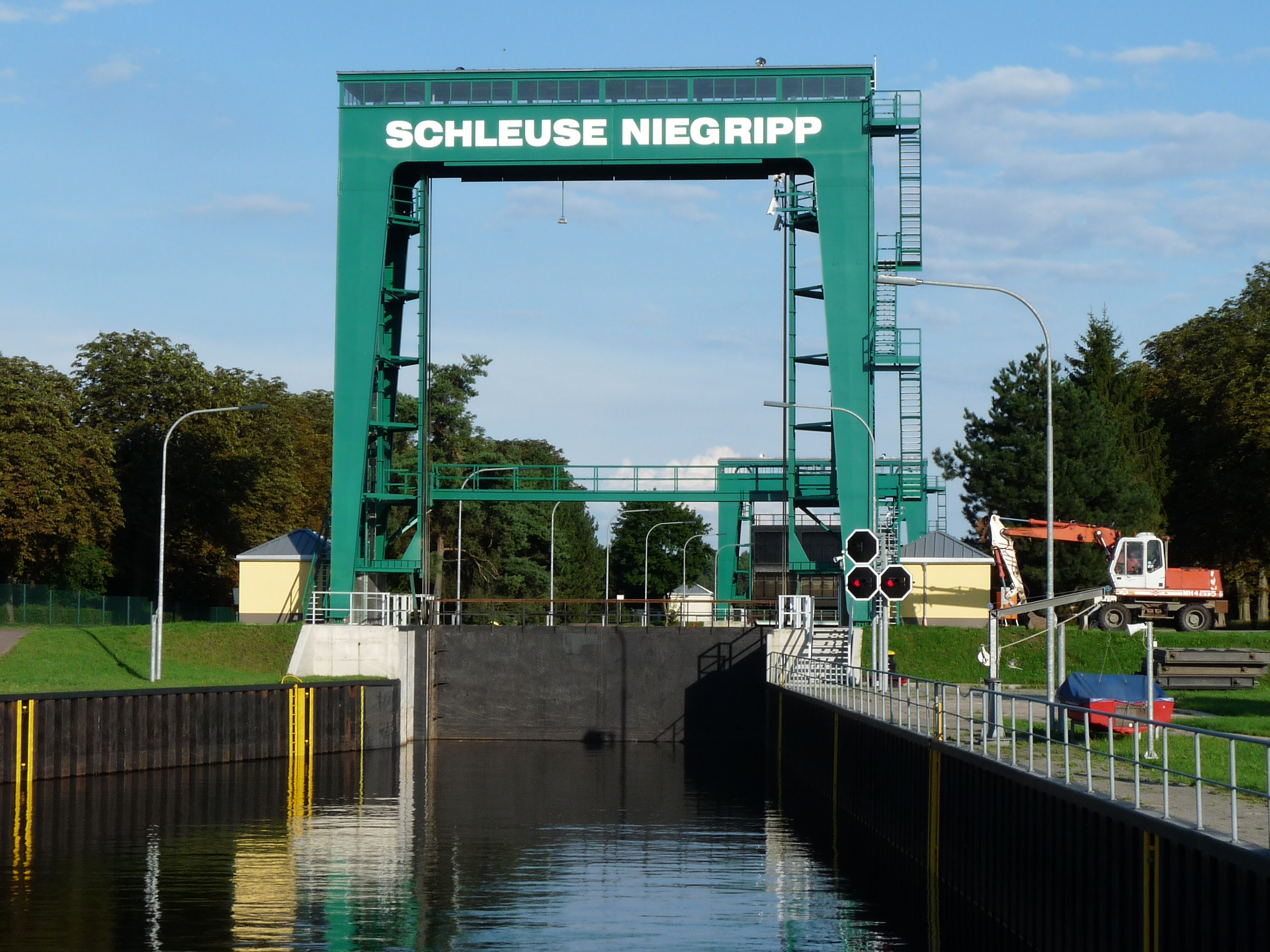
Die Schleuse Niegripp von der Elbseite

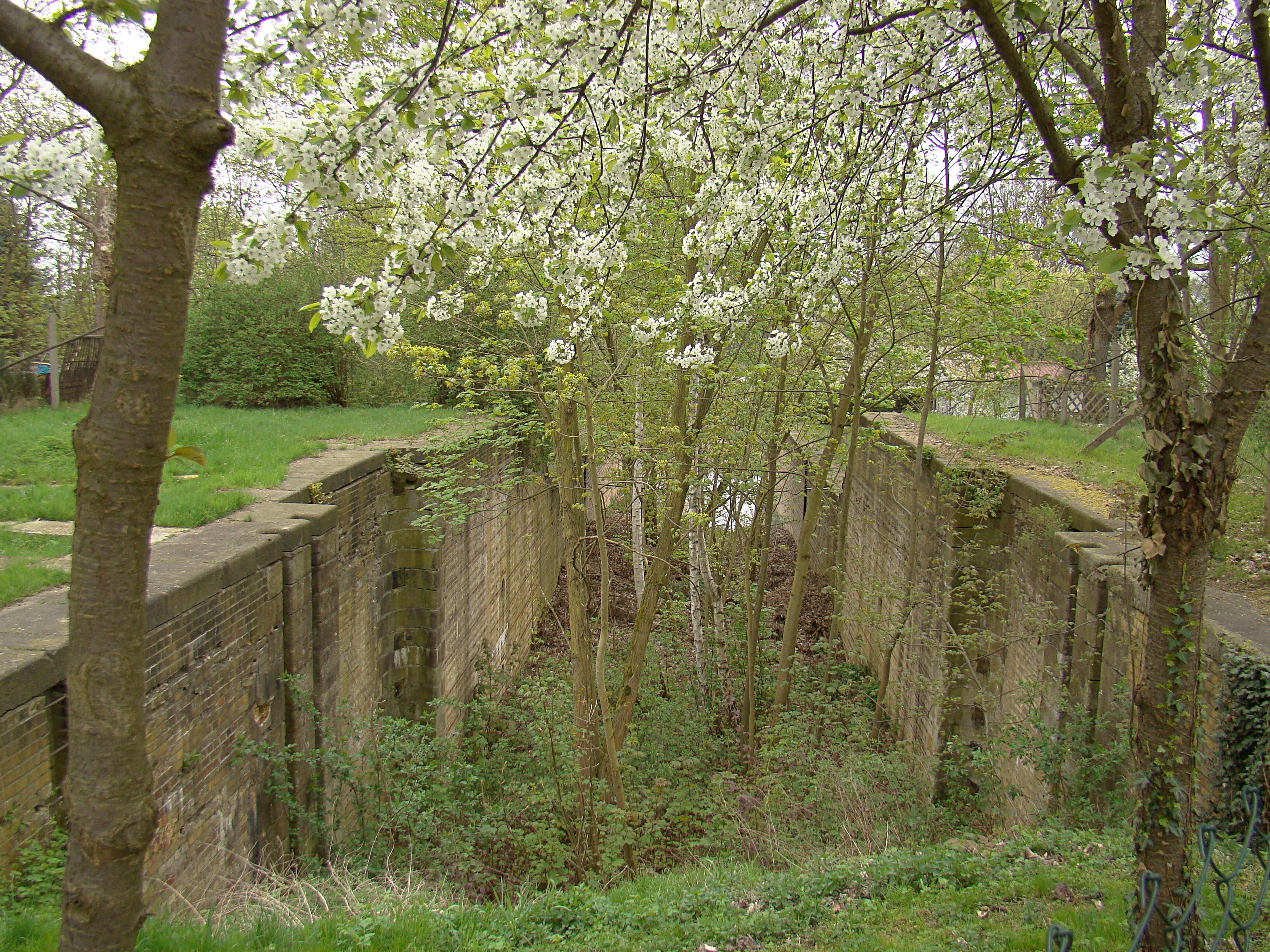
Alte Schleuse im ehemaligen Ihlekanal (Niegripper Altkanal)

## Die Schleuse Niegripp
Die heutige Schleuse Niegripp wurde früher als „Neue Schleuse“ bezeichnet, weil es während der Zeit des Ihlekanals an anderer Stelle bereits eine Schleuse gab. Von dieser Schleuse sind Reste erhalten geblieben (Bild).
- Siehe Hauptartikel: Schleuse Niegripp

## Beispiele für die Verkehrsentwicklung
| 9.446 | 7.305 | 9.075 | 7.659 | 6.887 | 7.362 | 8.974 | 10.524 | 6.322 |
| 1995  | 1996  | 1997  | 1998  | 1999  | 2000  | 2001  | 2002   | 2003  |

- Mit der Verkehrsfreigabe des Wasserstraßenkreuzes 2003 gehen die Schiffspassagen im Niegripper Verbindungskanal deutlich zurück. Seit Juli 2010 wird die Schleuse Niegripp von der Doppelsparschleuse Hohenwarthe fernbedient, was zu längeren Wartezeiten führt.

## Karten
- Sportschifffahrtskarten Binnen 1. Nautische Veröffentlichung Verlagsgesellschaft, ISBN 3-926376-10-4.
- W. Ciesla, H. Czesienski, W. Schlomm, K. Senzel, D. Weidner: Schiffahrtskarten der Binnenwasserstraßen der Deutschen Demokratischen Republik 1:10.000. Band 4. Herausgeber: Wasserstraßenaufsichtsamt der DDR, Berlin 1988, OCLC 830889996.